# Parafia Matki Bożej Wspomożenia Wiernych w Rusinowie
Parafia pw. Matki Bożej Wspomożenia Wiernych w Rusinowie – parafia należąca do dekanatu Świdwin, diecezji koszalińsko-kołobrzeskiej, metropolii szczecińsko-kamieńskiej. Została utworzona w 1957 roku.  Siedziba parafii mieści się pod numerem 14.

## Miejsca święte

### Kościół parafialny
Kościół pw. Matki Bożej Wspomożenia Wiernych w Rusinowie
Kościół parafialny został zbudowany w XIX wieku, poświęcony 1946 i ponownie w 1958 po pożarze i odbudowie świątyni.

### Kościoły filialne i kaplice
- Kościół pw. św. Kazimierza w Berkanowie
- Kościół pw. Matki Bożej Nieustającej Pomocy w Oparznie
- Kościół pw. św. Stanisława Biskupa i Męczennika w Ząbrowie
- Punkt odprawiania Mszy św. w Bełtnie